# Ilhas de Scilly
As Ilhas Scilly  ou Ilhas Sorlingas (Ynysek Syllan, em córnico)  eram conhecidas pelos fenícios  como Ilhas do Estanho. Estão localizadas a sudoeste da península da Cornualha, na Inglaterra.
Formam um arquipélago com uma área de 16,33 km² e cerca de 2 203 habitantes (censo de 2011), rodeado pelo Mar Céltico (Mor Keltek em córnico). Cinco delas são habitadas: St. Mary's, Tresco, St. Martin's, Bryher e St. Agnes. Tradicionalmente estas ilhas junto à ilha bretã de Ouessant (no departamento francês de Finistère) assinalam os confins ocidentais do Canal da Mancha com o Oceano Atlântico. As ilhas tem um clima privilegiado, com verões sub-tropicais e uma grande capacidade em atividades de pesca.
A povoação mais importante do arquipélago é Hugh Town, na ilha de St. Mary's.

## História
As ilhas são habitadas desde a Idade da Pedra e a sua história era até ao século XX uma história de gentes que viviam da terra e do mar, com pequenas localidades e um grande isolamento. Crê-se que até há relativamente pouco tempo as ilhas eram maiores, e que na época do Império Romano formassem uma única ilha ainda maior. Em algumas épocas, as marés baixam tanto que permitem que os habitantes caminhem de ilha para ilha. Não se sabe quando exactamente os habitantes das Sorlingas deixaram de falar a língua córnica (idioma celta do condado da Cornualha), mas parece ter sido a partir da Idade Média. Por estranho que pareça, ao contrário da situação da língua irlandesa e do gaélico escocês, as ilhas parecem ter perdido a sua antiga língua celta antes de outras zonas da Grã-Bretanha.
Em Junho de 1651, durante a Guerra Civil Inglesa, as ilhas foram capturadas aos realistas comandados pelo almirante Robert Blake a favor dos parlamentaristas.
O mar sempre teve um papel importante na história das ilhas , mas foi só no século XIX que as ilhas tiveram um desenvolvimento marítimo. As praias que hoje são desfrutadas pelos turistas albergavam então estaleiros, as baías agora cheias de iates de recreio, estavam repletas de barcos de pesca e mercantes. O ex-primeiro-ministro Harold Wilson passava férias regularmente nas ilhas e comprou mesmo uma propriedade numa delas. Harold Wilson foi enterrado na ilha de St. Mary’s.
A fauna das ilhas desperta interesse dos biólogos. Em 2011, uma espécie de morcego considerada perdida foi encontrada: morcego-pipistrela.